# Tessa van Schagen
Tessa van Schagen (ur. 2 lutego 1994 w Lejdzie) – holenderska lekkoatletka, sprinterka.
W 2011 zdobyła złoto olimpijskiego festiwalu młodzieży Europy w sztafecie 4 × 100 metrów. Dwa lata później sięgnęła po dwa brązowe medale juniorskich mistrzostw Europy w Rieti. W 2016 biegła w finale biegu na 200 metrów oraz zdobyła złoty medal w sztafecie podczas mistrzostw Europy w Amsterdamie. Uczestniczka igrzysk olimpijskich w Rio de Janeiro (2016).
Złota medalistka mistrzostw Holandii oraz reprezentantka kraju na drużynowych mistrzostwach Europy.

## Osiągnięcia
| Rok  | Impreza                                 | Miejsce        | Konkurencja             | Lokata           | Wynik   |
| ---- | --------------------------------------- | -------------- | ----------------------- | ---------------- | ------- |
| 2011 | Olimpijski festiwal młodzieży Europy    | Trabzon        | bieg na 100 metrów      | 7. miejsce       | 12,13   |
| 2011 | Olimpijski festiwal młodzieży Europy    | Trabzon        | sztafeta 4 × 100 metrów | 1. miejsce       | 45,93   |
| 2012 | Mistrzostwa świata juniorów             | Barcelona      | sztafeta 4 × 100 metrów | 6. miejsce       | 45,22   |
| 2013 | I liga drużynowych mistrzostw Europy    | Dublin         | sztafeta 4 × 100 metrów | –                | DNF     |
| 2013 | Mistrzostwa Europy juniorów             | Rieti          | bieg na 200 metrów      | 3. miejsce       | 23,65   |
| 2013 | Mistrzostwa Europy juniorów             | Rieti          | sztafeta 4 × 100 metrów | 3. miejsce       | 44,22   |
| 2014 | Mistrzostwa Europy                      | Zurych         | sztafeta 4 × 100 metrów | –                | DNF     |
| 2015 | I liga drużynowych mistrzostw Europy    | Heraklion      | sztafeta 4 × 400 metrów | 3. miejsce       | 3:33,30 |
| 2015 | Młodzieżowe mistrzostwa Europy          | Tallinn        | bieg na 200 metrów      | 4. miejsce       | 23,59   |
| 2015 | Młodzieżowe mistrzostwa Europy          | Tallinn        | sztafeta 4 × 100 metrów | 4. miejsce       | 44,46   |
| 2016 | Mistrzostwa Europy                      | Amsterdam      | bieg na 200 metrów      | 7. miejsce       | 23,03   |
| 2016 | Mistrzostwa Europy                      | Amsterdam      | sztafeta 4 × 100 metrów | 1. miejsce       | 42,04   |
| 2016 | Igrzyska olimpijskie                    | Rio de Janeiro | bieg na 200 metrów      | eliminacje       | 23,41   |
| 2016 | Igrzyska olimpijskie                    | Rio de Janeiro | sztafeta 4 × 100 metrów | eliminacje       | 42,88   |
| 2017 | Superliga drużynowych mistrzostw Europy | Lille          | bieg na 200 metrów      | el. – 9. miejsce | 23,77   |
| 2017 | Superliga drużynowych mistrzostw Europy | Lille          | sztafeta 4 × 100 m      | 5. miejsce       | 43,56   |
| 2017 | Mistrzostwa świata                      | Londyn         | sztafeta 4 × 100 metrów | 8. miejsce       | 43,07   |

## Rekordy życiowe
- Bieg na 60 metrów (hala) – 7,46 (2014)
- Bieg na 100 metrów – 11,53 (2016) / 11,52w (2013)
- Bieg na 200 metrów – 22,86 (2016)